# Figueira da Naus
Figueira das Naus é uma aldeia que fica situada no interior da Cidade da Assomada que faz parte do município  de Santa Catarina  na ilha do Santiago, em Cabo Verde.
Em Figueira Das Naus tem um bom clima e paisagem fastanticos e os povos é super amigavel.
Figeiura das Naus na sua trajetória há muitos dificuladades porque é uma zona rural mas as situações  ja mudaram com o rumo das estradas que vai contribuindo pelo desenvolvimento da aldeia. Em Figueira das Naus a vida religiosa é levado com maior esforço para celebrar a festa de Nossa Senhora De Lourde no dia 11 de Fevereiro é um momento impar na localidade .
Em Figueira das Naus sugiram varios vocações reliogiosas muitas irmãs na zona e um o Cardeal Arlindo Gomes Furtado foi nascido em Figueira das Naus  e daí  a zona passaram a ser conhecida por certas razões e pessoas importantes que existiram lá.
Vilas próximas ou limítrofes
- Calheta de São Miguel

| Ilha de Santiago |
| --- |
| Cidades, vilas e aldeias Achada \| Achada Banana \| \|Achada Fazenda \| Achadinha de Baixo \| Água do Gato \| Assomada \| Boa Entrada \| Calheta de São Miguel \| Cancelo \| Chão Bom \| Cidade Velha \| Figueira da Naus \| João Varela \| Mangue de Setes Ribeiras \| Milho Branco \| Pedra Badejo \| Pico \| Porto Formoso \| Porto Gouveia \| Porto Mosquito \| Porto Rincão \| Praia \| Principal \| Ribeira da Barca \| Ribeira da Prata \| Rui Vaz \| Santa Ana \| São Domingos \| São Francisco \| São Jorge dos Órgãos \| Tarrafal \| João Teves \| Trás os Montes |
| Cabo Verde \| Sotavento \| Santiago |